# Raphael Pacher
Raphael Pacher, uváděn též jako Rafael Pacher (21. července 1857 Řeky [uváděno též Praha] – 23. března 1936 [uváděno též 24. března nebo 25. března] Vídeň) byl rakouský a český publicista a politik německé národnosti, na počátku 20. století poslanec Českého zemského sněmu a Říšské rady, koncem roku 1918 krátce zemský hejtman provincie Německé Čechy, člen vlády Německého Rakouska.

## Biografie
Narodil se roku 1857, v Řekách (Iserthal, dnes součást města Semily). Byl synem úředníka. V letech 1876–1881 vystudoval germanistiku a historii na filozofické fakultě Karlo-Ferdinandovy univerzity v Praze. Během studií se spolužákem Ludwigem Außerwinklerem založili buršácký spolek Teutonia. Působil jako novinář ve Varnsdorfu, Liberci a Brně. Angažoval se v sudetoněmeckém veřejném životě. V roce 1895 se stal redaktorem listu Deutsche Zeitung, později Ostdeutsche Rundschau ve Vídni.
Na přelomu století se zapojil i do zemské a celostátní politiky. V doplňovacích volbách v prosinci 1899 byl zvolen v kurii městské (volební obvod Chomutov, Vejprty, Přísečnice) do Českého zemského sněmu. Mandát obhájil za týž obvod v řádných volbách v roce 1901. Politicky tehdy patřil k všeněmcům. Opětovně zde byl zvolen i ve volbách v roce 1908, nyní coby člen Německé radikální strany, stoupenec Karla Hermanna Wolfa.
Ve volbách roku 1901 byl zvolen do Říšské rady (celostátní zákonodárný sbor), za kurii městskou, obvod Karlovy Vary, Jáchymov, Kadaň atd. Uspěl i v následných volbách roku 1907, konaných již podle všeobecného a rovného volebního práva, kdy byl zvolen za obvod Čechy 86. Uspěl zde i ve volbách roku 1911. Byl předsedou německých radikálů ve vídeňském parlamentu. Působil rovněž jako člen poradního sboru pro podporu živností při ministerstvu obchodu.
V roce 1906 se uvádí jako jeden z osmi poslanců Říšské rady za skupinu Freier Verband alldeutscher Abgeordneter, která po rozkolu ve Všeněmeckém sjednocení sdružovala stoupence politiky Karla Hermanna Wolfa, tzv. Freialldeutsche Partei, později oficiálně Německá radikální strana (Deutschradikale Partei). Po volbách roku 1907 ve vídeňském parlamentu usedl do poslaneckého klubu Německý národní svaz, v jehož rámci zastupoval Německou radikální stranu. Ve stejné poslanecké frakci zasedal i po volbách roku 1911.
Předsedal organizaci Svazu Němců v Čechách - Bund der Deutschen in Böhmen. Město Chomutov a další obce mu udělily čestné občanství. V zastupitelských sborech prosazoval oddělení etnicky německých oblastí Čech od etnicky českého vnitrozemí. Tento projekt byl krátkodobě realizován na podzim 1918, kdy v souvislosti s rozpadem Rakouska-Uherska vznikla na části území Čech (mezinárodně neuznaná) provincie Německé Čechy, která se v rámci práva na sebeurčení hodlala připojit k státu Německé Rakousko. Pacher byl krátce od 29. října do 5. listopadu 1918 jejím hejtmanem. Na funkci ovšem rezignoval a zapojil se naplno do centrální politiky ve Vídni, kde od 30. října 1918 do 15. března 1919 zastával funkci státního tajemníka vyučování (ministra školství) ve vládě Karla Rennera. Od října 1918 do února 1919 byl také poslancem Provizorního národního shromáždění Německého Rakouska.
Po odchodu z vlády byl do roku 1924 ředitelem Rakouského nakladatelství školních učebnic a nadále se zasazoval o zájmy etnických Němců v českých zemích.
Zemřel ve Vídni v březnu 1936.